# Rotes Königreich
Rotes Königreich (auch Das rote Königreich, gelegentlich auch Rotes Sachsen) war ein um die Jahrhundertwende vom 19. zum 20. Jahrhundert eingeführter Bei- oder auch Spitzname für das Königreich Sachsen, der auf Grund der mitgliederstarken und der bei Reichstagswahlen in Sachsen ausgesprochen erfolgreichen Sozialdemokratie besonders ab der Reichstagswahl 1903 gebraucht wurde. Keineswegs stellte die Sozialdemokratie im sächsisch-parlamentarischen Raum ab 1896 bis zur Landtagswahl 1909 nennenswert Abgeordnete, das war aber durch das in dieser Zeit geltende ausgesprochen reaktionäre Wahlrecht im Königreich Sachsen bedingt.

## Ausgangspunkt
Nach Überwindung einer allgemeinen Wirtschaftskrise in den 1830er Jahren begann die Industrialisierung im Königreich Sachsen und bekam immer stärkere Bedeutung für die wirtschaftliche Entwicklung dieses deutschen Teilstaates. Damit kam es auch zu einem sehr starken zahlenmäßigem Wachstum der Arbeiterschaft, vor allem in Westsachsen, dem Chemnitzer und dem Leipziger Raum. Nach Auslaufen der Reaktionsära (1854 waren politische Vereinigungen im gesamten Deutschen Bund verboten worden) eröffneten sich der Arbeiterbewegung zu Beginn der 1860er Jahre neue Entfaltungsmöglichkeiten. Zunächst entstanden, teilweise gefördert von liberalen und demokratischen Politikern, Arbeiterbildungsvereine, deren Organisationsdichte in Sachsen sich schnell entwickelte und außergewöhnlich hoch war. Im Maschinenbau und in der Textilindustrie, den neben der Landwirtschaft wichtigsten Wirtschaftszweigen Sachsens, entwickelten sich seit 1862 – nachdem der gesetzliche Rahmen für die organisierte Arbeiterschaft liberalisiert worden war – gewerkschaftliche Organisationen. Aus deren Umfeld kamen auch wesentliche Impulse zur Gründung einer eigenen Arbeiterpartei.

## Die Anfänge der Sozialdemokratie in Sachsen
Dass die deutsche Sozialdemokratie ihre wichtigsten Impulse aus Mitteldeutschland erfuhr, steht in engem Zusammenhang mit Persönlichkeiten wie Ferdinand Lassalle, August Bebel oder Wilhelm Liebknecht sowie mit Weichenstellungen wie der Gründung des Allgemeinen Deutschen Arbeitervereins in Leipzig.
Während einer Versammlung wurde 1862 in Leipzig unter dem Eindruck eines Besuches der Weltausstellung in London beschlossen, einen allgemeinen deutschen Arbeiterkongress einzuberufen. Zum Vorbereitungskomitee aus dem Umfeld des Leipziger Gewerblichen Bildungsvereins gehörten unter anderem August Bebel, Friedrich Wilhelm Fritzsche und Julius Vahlteich. Am 23. Mai 1863 wurde während dieses Kongresses im Pantheon in Leipzig von Ferdinand Lassalle und Abgesandten aus Leipzig und Dresden, aber auch Hamburg, Köln, Düsseldorf und Frankfurt am Main der Allgemeine Deutsche Arbeiterverein (ADAV) gegründet. Zu den Gründungsmitgliedern gehörten neben Vahlteich und Fritzsche auch Theodor Yorck und Bernhard Becker. Lassalle, der allerdings schon 1864 starb, wurde für zunächst fünf Jahre zum Präsidenten gewählt. 
Bebel hingegen zog sich von den Vorbereitungen wieder zurück, da er zu dieser Zeit noch auf eine Zusammenarbeit mit bürgerlichen Demokraten setzte, die schließlich 1866 zur Gründung der linksliberalen Sächsischen Volkspartei führte, die bis 1869 bestand. 1869 wurde sie zur Sozialdemokratischen Arbeiterpartei (SDAP) umgewandelt. 
In Crimmitschau hatte sich ebenfalls 1869 die erste Textilarbeitergewerkschaft Sachsens gegründet, in Chemnitz wurde bereits 1871 durch etwa 6500 Beschäftigte ein für damalige Verhältnisse großer Arbeitskampf ausgetragen, der allerdings erfolglos blieb. 
Die Sächsische Volkspartei fusionierte in Eisenach schließlich mit dem ADAV 1875 zur Sozialistischen Arbeiterpartei Deutschlands (1890 umbenannt in Sozialdemokratische Partei Deutschlands – SPD).
Bereits bei der Reichstagswahl 1874 zogen sechs SDAP-Abgeordnete aus Sachsen in den Reichstag ein, was zu höchster Besorgnis bei Bismarck geführt habe, der Beiname Rotes Königreich ginge auf ihn selbst und diese Reichstagswahl zurück.

## Sachsen unter dem Sozialistengesetz
Das Anwachsen der organisierten Arbeiterbewegung führte schließlich die reichsweiten Konservativen mit Bismarck an der Spitze nach zwei Attentaten auf Kaiser Wilhelm I. 1878 zum Erlass des Sozialistengesetzes, das die Sozialdemokratie bis 1890, seiner Aufhebung (bzw. Nichtverlängerung) des Gesetzes, verbot und jegliche Aktivitäten unter Strafe stellte, die bis hin zur Ausweisung reichte. Es hatte einerseits erhebliche Eingriffe in die organisierte Sozialdemokratie zur Folge, gleichwohl blieben erworbene Reichstagsmandate, wie die von August Bebel und Wilhelm Liebknecht bestehen, sie wurden als Personen sogar erneut, wenngleich nicht in Sachsen, wiedergewählt. Die faktische politische Ausbürgerung der sozialdemokratischen Opposition ging aber mit einer erheblichen sozialen Ausgrenzung einher. Diese Verfolgung weckte die Solidarität großer Teile der Arbeiterschaft und führte seit 1881 zunehmend zu Wahlerfolgen für die für formell als Einzelpersonen auftretenden Kandidaten der SAP.
Die Arbeiterbewegung zog sich in die nach wie vor bestehenden Arbeiterbildungsvereine zurück, neu entstanden Wander- und Naturfreundebewegungen sowie die Arbeitersängerbünde und vor allem Arbeiterturnvereine, häufig als Tarnorganisationen an Stelle der verbotenen Partei- oder Gewerkschaftsgruppen gebildet, in denen die politische Arbeit, wenngleich mit hohem Risiko behaftet, fortgesetzt wurde, wobei vor allem die Arbeiterturnvereine polizeilich scharf überwacht wurden. Gleichwohl gelang es der Sozialdemokratie, ihren Organisationsgrad auszubauen, was sich nach Aufhebung des Sozialistengesetzes zeigte: Zogen 1890 und 1893 jeweils sieben Sozialdemokraten aus Sachsen (von 23 Wahlkreisen) in den Reichstag ein, waren es 1898 bereits 11 von 23 Wahlkreisen, die durch Sozialdemokraten im Reichstag vertreten wurden.

## Verschärfung des Konservatismus in Sachsen
Sachsen hatte sich trotz des Sozialistengesetzes zu einer Hochburg der Arbeiterbewegung entwickelt: „In Sachsen, ‚der Wiege und dem klassischen Boden der deutschen Sozialdemokratie‘, konstituierte sich somit jener sozialistische Typus von Arbeiterbewegung, der in der Zweiten Internationale als Modell diente und der europäischen Arbeiterbewegung bis in die heutige Zeit wesentliche Züge verlieh.“ Der gemäßigte und parlamentarisch-demokratisch orientierte Kurs der sächsischen SPD befand sich zumeist im Einklang mit großen Teilen der sächsischen Arbeiterschaft.
Sachsen war jedoch trotz starker Sozialdemokratie und einflussreicher Gewerkschaften besonders ein Zentrum der Reaktion, in dem einflussreiche konservative Kreise ein restriktives Wahlrecht bis Mitte der 1900er Jahre erfolgreich verteidigten. 1896 wurde das Zensuswahlrecht von 1868, welches nach und nach den Anteil der Stimmberechtigten auf zwei Drittel der Reichstagswähler (allgemeines Männerwahlrecht) hatte anwachsen lassen, durch ein ausgesprochen restriktives Dreiklassenwahlrecht ersetzt, das noch weniger als zuvor eine repräsentative politische Vertretung der Bevölkerung zuließ. Die Landesregierungen stellten durchweg die konservativen und erzkonservativen Parteien. Die Sozialdemokraten sollten sich trotz eines Stimmenanteils von durchschnittlich etwa 45 % (1903–1907) zum Schluss mit einem einzigen Abgeordneten in der Zweiten Kammer des sächsischen Landtages abfinden, was Widerspruch bzw. Widerstand geradezu provozieren musste.

## Bis zum Ersten Weltkrieg
Nach 1896 stärkte sich die sächsische Sozialdemokratie organisatorisch erheblich: Einerseits nahm die Mitgliederzahl erheblich zu: Um die Jahrhundertwende gab es 25.000 Mitglieder der SPD, 1910 allein in Dresden 28.000 Mitglieder (etwa sechs Mal so viel wie alle konservativen Verbände in Dresden zusammengenommen) und kurz vor Ausbruch des Ersten Weltkrieges gab es in Sachsen, dem nur drittgrößten der deutschen Bundesstaaten, mehr Sozialdemokraten (= Mitglieder der SPD) als in ganz Frankreich und Italien zusammengenommen.
Andererseits erregte ein fünfmonatiger Streik der Crimmitschauer Textilarbeiter um Arbeitszeitverkürzung zwischen August 1903 und Januar 1904 nicht nur sachsenweites, sondern auch nationales und internationales Aufsehen. „Obwohl die Forderungen der etwa 8.000 Arbeiter nicht erfüllt wurden, stellte der Streik einen der wichtigsten Arbeitskämpfe Deutschlands vor dem Ersten Weltkrieg dar, der bis in die DDR-Zeit hinein vielfache Beachtung und teils glorifizierende Würdigung fand.“
Das führte einerseits zu einem erheblichen Anwachsen des Einflusses der sächsischen Sozialdemokraten im Reich: Bei den Reichstagswahlen im Juni 1903 errangen die sächsischen Sozialdemokraten 22 der 23 Wahlkreise, was reichsweit größtes Aufsehen erregte und, auch unter dem Eindruck des unmittelbar darauf folgenden Crimmitschauer Textilarbeiterstreiks ab August 1903 unmittelbar zum Begriff Rotes Königreich führte. Wenngleich sich der Anteil der sozialdemokratisch gewonnenen Mandate bei der Reichstagswahl 1907 auf acht von 23 Wahlkreisen reduzierte, was auch dem Auftreten führender Nationalliberaler, allen voran dem charismatischen Gustav Stresemann, geschuldet war (die ihrerseits sechs Mandate bekamen), so stieg dieser bei der Reichstagswahl 1912 wieder auf einen Stimmgewinn in 19 von 23 Wahlkreisen für die Sozialdemokraten an.
Andererseits hatte der Kampf gegen das restriktive sächsische Dreiklassenwahlrecht Erfolg, denn es führte bis 1908 zu großen Wahlrechtsdemonstrationen (u. a. in Leipzig): Im Mai 1909 wurde es durch ein Pluralwahlsystem ersetzt, indem jeder Stimmberechtigte bis zu vier Stimmen hatte, eine allgemeine Stimme, sowie weitere Stimmen nach Alter, Steuerkraft, Ausbildung und Militärdienst (wobei diese dann insgesamt bei vier gekappt wurden). Bei den Wahlen am 21. Oktober 1909 errang bei einer Wahlbeteiligung von 83 % die Sozialdemokratie 25 der 91 Sitze im Landtag, doppelt so viele, wie man vorher vermutete und auch der Überraschung, dass die mit drei und vier Stimmen Privilegierten zu einem unerwartet hohen Maß sozialdemokratisch wählten.
Damit war die Sozialdemokratie als politische Kraft erneut verankert: Weitere Landtagswahlergebnisse nach 1909 gibt es zwar nicht, die etwa das Ergebnis von 1909 verifizieren könnten, gleichwohl knüpfte die politische Entwicklung Sachsens unmittelbar nach 1918 direkt an diese von der Jahrhundertwende bis 1914 an.